# Слов'янська хроніка

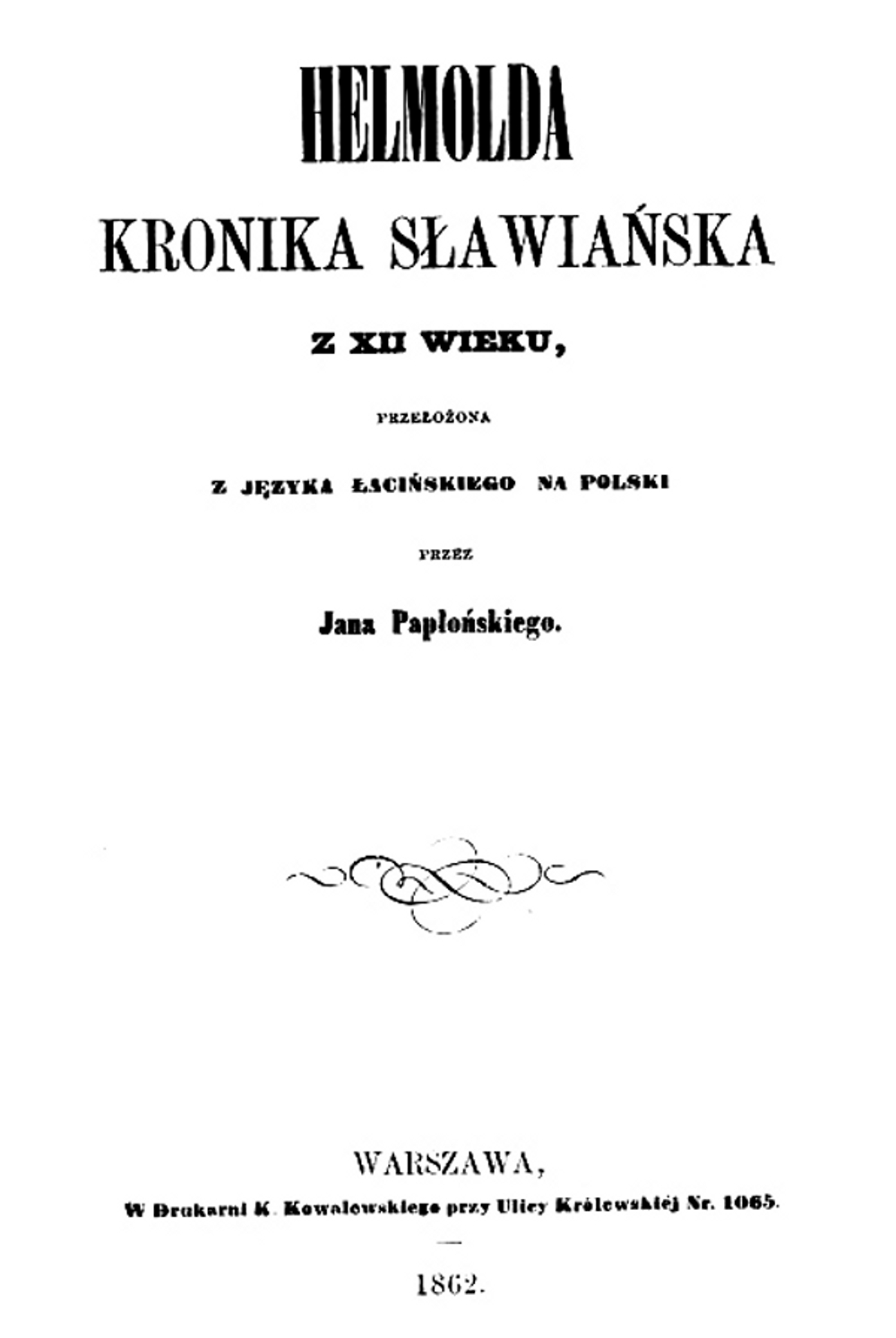
титульний лист 1868 р. видання

Слов'янська хроніка, Хроніка слов'ян (лат. Chronica Slavorum) — важливе історичне джерело, що описує дохристиянську і ранню християнську епоху в житті полабських слов'ян. Автором цієї хроніки є німецький священник і місіонер XII століття Гермольд; що продовжив Арнольд Любекський (1171—1209 рр.). Хроніка є продовженням творів Адама Бременського «Діяння архієпископів Гамбурзької церкви», де описуються події IX—XI ст., що пов'язані з поширенням християнства серед західних слов'ян (руян, вагрів, ободритів) в період німецького переселення за Ельбу (див. «Хрестовий похід проти слов'ян», «Розселення німців на схід»).

## Зміст
Автор локалізує слов'ян на південному узбережжі Балтійського моря. Однією із значних слов'янських держав є «Русія» (лат. Rucia) з центром в «Хуе» (лат. Chue), яка раніше називалася «Остроґардом» (лат. Ostrogard) і «Хуніґардом» (лат. Chunigard), де раніше там жили гуни. Єдиними слов'янами язичниками залишаються пруси. На берегах Одри живуть венети, а в гирлі цієї річки стояв колись язичницьке слов'янське місто «Юмнета» (лат. Iumneta). На заході слов'яни жили і в межиріччі Ельби та Одера. Далі автор перераховує такі слов'янські міста як м. Мекленбург (лат. Mikilinburg, місто бодричів) і м. Ретра (Радогощ).
Потім описуються подвиги Карла I Великого, який підкорив саксів. Деякі слов'янські племена також стали підданим Карла I. Центром освіти слов'ян і данів став Гамбург. Проте пізніше ця імперія була розділена на частини:
- Німеччина (лат. Germania),
- Галлія (лат. Gallia),
- Аквітанія (лат. Aquitania) і з
- Лотарінгією (лат. Lotharingia),
- Італією (лат. Italia) та
- Бургундією (лат. Burgundia).

Відповідно Людовик II володів Німеччиною, Лотар I — Лотарінгією, Карл II — Галлією, а Піпін I — Аквітанією.
Також розповідається про появу Нормандії, яку віддав у володіння вікінгам король Карл II, побоюючись їх набігів.

## Слов'янські племена
- Ruci — руси, чиї землі простяглися до Руського моря (лат. Rucenum mare).
- Polani — поляки мешканці Полонії (лат. Polonia)
- Boemos — богеми (Богемія), чехи
- Marahi — морави (моравани)
- Karinthi — каринтійці (Каринтія),
- Sorabi — сорби.